# دوغلاس فراي
دوغلاس فراي (بالإنجليزية: Douglas Fry)‏ هو رسام أسترالي، ولد في سبتمبر 1872، وتوفي في 9 يوليو 1911.